# CUBE
Cube — немецкая компания, производитель и поставщик велосипедов и аксессуаров. Полное юридическое наименование — Pending System GmbH&Co. KG. Штаб-квартира и производство расположены в г. Вальдерсхоф (Германия, Бавария). Кроме собственного сборочного производства, компания имеет собственный отдел разработки и проектирования, испытательный тестовый центр, спортивную команду, разветвленную международную дилерскую сеть (более чем в 33 странах).

## История
Компанию Cube основал, ещё будучи студентом, Маркус Пюрнер. Начал он с того, что закупал рамы в Азии и собирал на их базе велосипеды, чтобы доходами с продаж оплачивать своё обучение. Поначалу все производство занимало 50 м² в одном из помещений мебельной фабрики его отца.
В настоящее время компания по-прежнему базируется в том же Вальдерсхофе, однако производственные мощности увеличились до 20000 м², оборот превысил 30 млн евро, а велосипеды Cube поставляются более чем в 33 страны мира. Динамика развития Cube: 1993: 1 сотрудник / 500 велосипедов; 2003: 35 сотрудников / 36000 велосипедов; 2010: 200 сотрудников / 260000 велосипедов; 2012: 250 сотрудников / 325000 велосипедов; 2013: 300 сотрудников / 415000 велосипедов.

## Деятельность
В настоящее время Cube производит и продает велосипеды практически любой разновидности (см. Выпускаемая продукция). Также компания поставляет фирменные аксессуары Cube, велоодежду и экипировку. География велосипедов Cube: Разработка — Германия. Все велосипеды Cube берут начало исключительно в собственном центре разработки в Валдерсхофе. Некоторые модели разработаны при участии профессиональных спортсменов. Например, Cube TWO15 разработан в тесном сотрудничестве с Андрэ Вагенкнехтом, Чемпионом Германии по даунхиллу. Над созданием новых моделей трудятся 7 инженеров и два дизайнера рам Cube, один из инженеров занимается исключительно тестированием. Сварка/покраска рам — несколько специализированных заводов в Азии. Сборка — Вальдерсхоф, Германия.
Компания Cube — ежегодный участник крупнейшей европейской велосипедной выставки Eurobike.

## Выпускаемая продукция
Компания Cube выпускает широкий ассортимент велосипедов, в который входят следующие модели:
- Горные хардтейлы: линейки Elite Super HPC, Reaction GTC, Reaction, LTD, Acid, Attention, Analog, Aim;
- Горные двухподвесы: линейки AMS Super HPC, AMS, Sting, Stereo, Fritzz, Hanzz, TWO 15, XMS;
- Дорожные велосипеды: линейки Litening Super HPC, Agree GTC, Agree, Aerium, Peloton, Cross;
- 29er: линейки Elite 29 Super HPC, AMS 29, EPO 29, Reaction 29 GTC, LTD 29, Acid 29, Attention 29, Analog 29;
- Городские и туринговые: линейки Kathmandu, Editor, Delhi, SL Cross, Hyde, Curve, Touring CC, Cross CC, LTD CLS, Nature, Tonopah, Cross, Town, Travel, SL Cross;
- Электровелосипеды: линейка EPO;
- Женские велосипеды: семейство WLS;
- Детские велосипеды.

В 2018 году компания Cube и бангладешский производитель дешёвых велосипедов Meghna основали совместное предприятие по выпуску велосипедов под названием Hana System Ltd. Предприятие, 70% которого принадлежит компании Cube, а 30% — компании Meghna, будет выпускать велосипеды среднего ценового диапазона для экспорта в Европу.

## Спортивная программа
Велогонщики Cube участвуют во многих значимых соревнования по велосипедному спорту. До 2010 г. включительно заводская поддержка Cube была адресована команде Rothaus-Cube.
В настоящее время компания поддерживает заводскую команду Cube Action Team , одним из лидеров которой является Андрэ Вагенкнехт — чемпион Германии по даунхилу 2008 г. Поддержка Cube также осуществляется для следующих команд:
- Биатлонисты сборной команды Германии
- Профессиональная велокоманда STRASSACHER
- Молодёжная команда MHW Cube Racing Team
- Молодёжная команда популярного немецкого веложурнала BIKE

## Спортсмены Cube
- Лотар Ледер[нем.] — Победитель Ironman, с результатом меньше 8 часов
- Николь Ледер[нем.] — Многократная победительница Ironman
- Удо Больц[англ.] — Участник Tour de France двенадцать лет подряд, победитель Transalp
- Нико Лау (Cube Action Team) — Победитель Megavalanche La Reunion